# Pyrrhoneura citharista
Pyrrhoneura citharista är en insektsart som beskrevs av George Willis Kirkaldy 1907. Pyrrhoneura citharista ingår i släktet Pyrrhoneura och familjen Derbidae. Inga underarter finns listade i Catalogue of Life.